# 久保俊裕
久保 俊裕（くぼ としひろ、1953年4月5日 - ）は、日本の実業家である。クボタの代表取締役副社長、日本ダクタイル鉄管協会会長、同理事長、健康保険組合連合会副会長等を歴任。

## 経歴
1979年 (昭和54年) 、クボタ入社。同社鉄管研究部長、鉄管企画部長、代表取締役副社長執行役員を経て、本社事務所長兼人事・総務本部長、水環境インフラドメイン担当などを歴任。
2014年9月から日本ダクタイル鉄管協会会長。就任時に技術開発や情報発信の取り組みをより強化していく方針を示した。2018年9月、クボタが発表した鋼板の製造機に使われる合金製の部品の検査データ書き換えの不正に対し、責任をとって報酬減額処分。2019年に退任。
同年6月、日本ダクタイル鉄管協会理事長。

## 他の役職
- 健康保険組合連合会副会長[5]
- 日本水道工業団体連合会理事[6]
- 関西経済連合会労働政策委員会副委員長およびグローバル人材育成活用委員会副委員長[1]
- 日本水道協会理事[1]